# Стін-Ривер (кратер)
59°30′ пн. ш. 117°38′ зх. д. / 59.500° пн. ш. 117.633° зх. д.
Стін-Ривер (Steen River) — астроблема в провінції Альберта, Канада.
Кратер має 25 км в діаметрі, а його вік оцінюється в 91 ± 7 млн років (нижня крейда). На поверхні його не видно. Кратер був частково зруйнований і похований під 200-метровим шаром відкладень.